# Télévision de Radio-Canada
Télévision de Radio-Canada is de Franstalige publieke televisiezender van Canada van de CBC. De zender is in alle Canadese provincies te ontvangen, hoewel de programma's over het algemeen gericht zijn op de inwoners van Quebec en niet op de Franstaligen buiten Quebec.
Télévision de Radio-Canada is naam van de zender die gebruikt wordt door CBC in officiële documenten, de gebruikelijke afkorting van het netwerk is SRC, wat staat voor Société Radio-Canada (de Franse naam voor de CBC in zijn geheel), in plaats van TRC. Maar op antenne wordt normaliter Radio-Canada gebruikt in plaats van de afkorting; de afkorting SRC komt vaker voor in tv-gidsen.
Meestal wordt Télévison de Radio-Canada gezien als de meer populistische tegenhanger van de Engelstalige publieke omroep CBC Television, en is zeker de meest succesvolle van de twee, gezien er niet zo'n grote concurrentie is van de Amerikaanse zenders. In het seizoen 2004-05 kwam het in kijkcijfers net na het commerciële Québécoise station TVA, met de populaire sitcom Les Bougon en de talkshow Tout le monde en parle.
Met dit succes kwam ook de beschuldiging van het verkleuteren. Tout le monde en parle verving het langlopend kunstprogramma Les Beaux Dimanches op zondagavond. En het volgende seizoen verplaatste Radio-Canada haar nieuwsuitzendingen naar 17h00. Maar dit werd teruggedraaid toen de kijkcijfers nog meer daalden door de concurrentie van TVA en zelfs TQS.
Het hoofdjournaal heet Le Téléjournal en wordt uitgezonden om 22h (via TV5MONDE kan dit enkele uren later, om 7h CET, ook in België en Nederland worden bekeken); op weekdagen is er het actualiteitensegment Le Point. Lokale nieuwsuitzendingen, die uitgezonden worden over de middag en in de vooravond, dragen nu ook de naam Téléjournal. Vroeger heetten deze Ce Soir.
In 2006 lanceerde Télévision de Radio-Canada een hdtv-simulcast van haar Montrealstation CBFT (het station dat in 1952 de eerste Canadese televisie-uitzending verzorgde) dat nationaal beschikbaar is via satelliet en digitale kabel.

## Slogans
- Voor de herfst van 2004: « Ici Radio-Canada » (vert. "Dit is Radio-Canada"). Dit is wat de omroeper zei tijdens de identificatie van het station als het logo op het scherm verscheen. Tijdens de jaren 2000 werd het een commerciële slogan op zichzelf.
- 2005: « Vous allez voir » (ver. "U zult zien").
- Huidig (herfst 2006): « Ici comme dans la vie » (vertaling: "Hier als in het leven") en « Radio-Canada, source d'information » (vert. "Radio-Canada, bron van informatie").